# Chodov u Bečova nad Teplou
Chodov (deutsch Gängerhof) ist eine Gemeinde in Tschechien. Sie liegt drei Kilometer südöstlich von Bečov nad Teplou und gehört dem Okres Karlovy Vary an.

## Geschichte
Am Ort im Süden des Kaiserwaldes befand sich seit dem 16. Jahrhundert ein Herrensitz, den der Schlosshauptmann von Petschau, Hans Georg Gienger (Gänger), 1567 verliehen bekam. Im 18. Jahrhundert entstand um den Hof eine Ansiedlung, die dessen Namen erhielt. Nordöstlich des Dorfes errichtete zu Beginn des 19. Jahrhunderts Anton Liewald aus Bärringen eine Vitriolhütte, die nach ihrer Betriebseinstellung nach 1880 zu einem Ausflugslokal umgebaut wurde.
Auf dem Galgenberg zwischen Chodov und Bečov nad Teplou befinden sich Überreste der Petschauer Scharfrichtstätte, auf der sich bis 1765 der städtische Galgen befand.
1975 wurde Chodov nach Bečov nad Teplou eingemeindet; seit 1992 ist der Ort wieder selbständig.
In der Ortsmitte steht die 200-jährige Gängerhofer Buche. Das Naturdenkmal hat eine Höhe von 18 m und einen Stammumfang von 4,20 m.

## Gemeindegliederung
Für die Gemeinde Chodov sind keine Ortsteile ausgewiesen. Grundsiedlungseinheiten sind Chodov (Gängerhof) und Nové Domky (Neuhäuseln).

## Söhne und Töchter der Gemeinde
- Karl Haberzettl, Musiker des Kurorchesters Marienbad